# Centre de recherche sur la culture spirituelle japonaise
Le Centre de recherche sur la culture spirituelle japonaise (国民精神文化研究所, Kokumin Seishin Bunka kenkyūsho) est une structure de recherche instaurée en 1932. Situé dans l'arrondissement de Shinagawa, il diffuse les thèses nationalistes et travaille dans des domaines comme l'histoire, la théologie...